# Сумчатые летяги
Су́мчатые летя́ги (Petauridae) — семейство сумчатых млекопитающих отряда двурезцовых сумчатых.

## Виды
Семейство включает 14 видов некрупных поссумов трёх родов:
- Подсемейство Dactylopsilinae
  - Род Полосатые кускусы (Dactylopsila)
    - Dactylopsila kambuayai
    - Большехвостый кускус (Dactylopsila megalura)
    - Малый полосатый кускус (Dactylopsila palpator)
    - Кускус Тейта (Dactylopsila tatei)
    - Полосатый кускус (Dactylopsila trivergata)
- Подсемейство Petaurinae
  - Род Беличьи кускусы (Gymnobelideus)
    - Беличий кускус (Gymnobelideus leadbeateri), или беличий поссум

  - Род Сумчатые летяги (Petaurus)
    - Северная сумчатая летяга (Petaurus abidi)
    - Petaurus ariel
    - Большая сумчатая летяга (Petaurus australis)
    - Petaurus biacensis
    - Сахарная сумчатая летяга (Petaurus breviceps)
    - Изящная сумчатая летяга (Petaurus gracilis)
    - Средняя сумчатая летяга (Petaurus norfolcensis)
    - Petaurus notatus

## Описание
Это некрупные поссумы, для которых характерна тёмная продольная полоса на спине, идущая от головы к хвосту. Волосяной покров мягкий и плотный. Хвост длинный, хватательный, покрыт волосами. Морда удлинённая. У некоторых видов имеется кожная перепонка между передними и задними лапками, похожая на планирующую перепонку белок-летяг; у других видов она отсутствует. Конечности пятипалые; лапы хватательные — I и II пальцы передних конечностей противопоставлены остальным пальцам. У сумчатых летяг длинные, острые, развитые нижние резцы. Зубов 40. Выводковая сумка хорошо развита и открывается вперед; сосков 2—4.
Представители этого семейства обитают в лесистых районах Австралии и Новой Гвинеи. Активны в сумерках и ночью; день проводят в дуплах, пустых гнёздах птиц. Питаются насекомыми и растительной пищей, включая нектар и сок эвкалиптов и акаций, который добывают, надсекая своими резцами древесную кору. Полосатые поссумы, которых отличает длинный IV палец на передних конечностях, кормятся, извлекая насекомых из-под коры, подобно мадагаскарским айе-айе. В помёте 1—4 детёныша. В году бывает 1—2 помёта. Продолжительность жизни — до 10 лет.
Сумчатые летяги являются близкими родичами кольцехвостых поссумов (Pseudocheiridae) и ранее объединялись с ними в одно семейство.